# James Challis
James Challis (Braintree, Essex, 1803. december 12. – Cambridge, 1882. december 3.) angol csillagász.

## Életútja
Tanulmányait Cambridge-ben végezte, 1826-ban ugyanott a Trinity College fellow-ja, majd 9 évvel később az asztronómiai és kísérleti fizika tanára, s a csillagvizsgáló igazgatója lett. Utóbbi állásától 1861-ben vált meg, míg tanárságát 1879-ben töltötte be. Meridián-megfigyeléseit 12 kötetben tette közzé és azonkívül számos apró bolygóra és üstökösre vonatkozó megfigyelést közölt. Adams számításai értelmében az Uránuszon túli bolygót (Neptunuszt) rendszeresen kereste, s 1846 augusztusban kétszer is megfigyelte, még mielőtt Galle Berlinben megtalálta és felismerte volna. A fizikai irodalmat is számos értekezéssel gazdagította.